# HV71
HV71 (w międzynarodowych turniejach występuje jako HV 71 Jönköping) – szwedzki klub hokejowy z siedzibą w Jönköping (Smalandia), występujący w rozgrywkach SHL.

## Dotychczasowe nazwy
- Huskvarna/Vätterstads IF (1971)
- HV71 (1971-)
  - HV71 Blue Bulls (1994-2002)

## Sukcesy

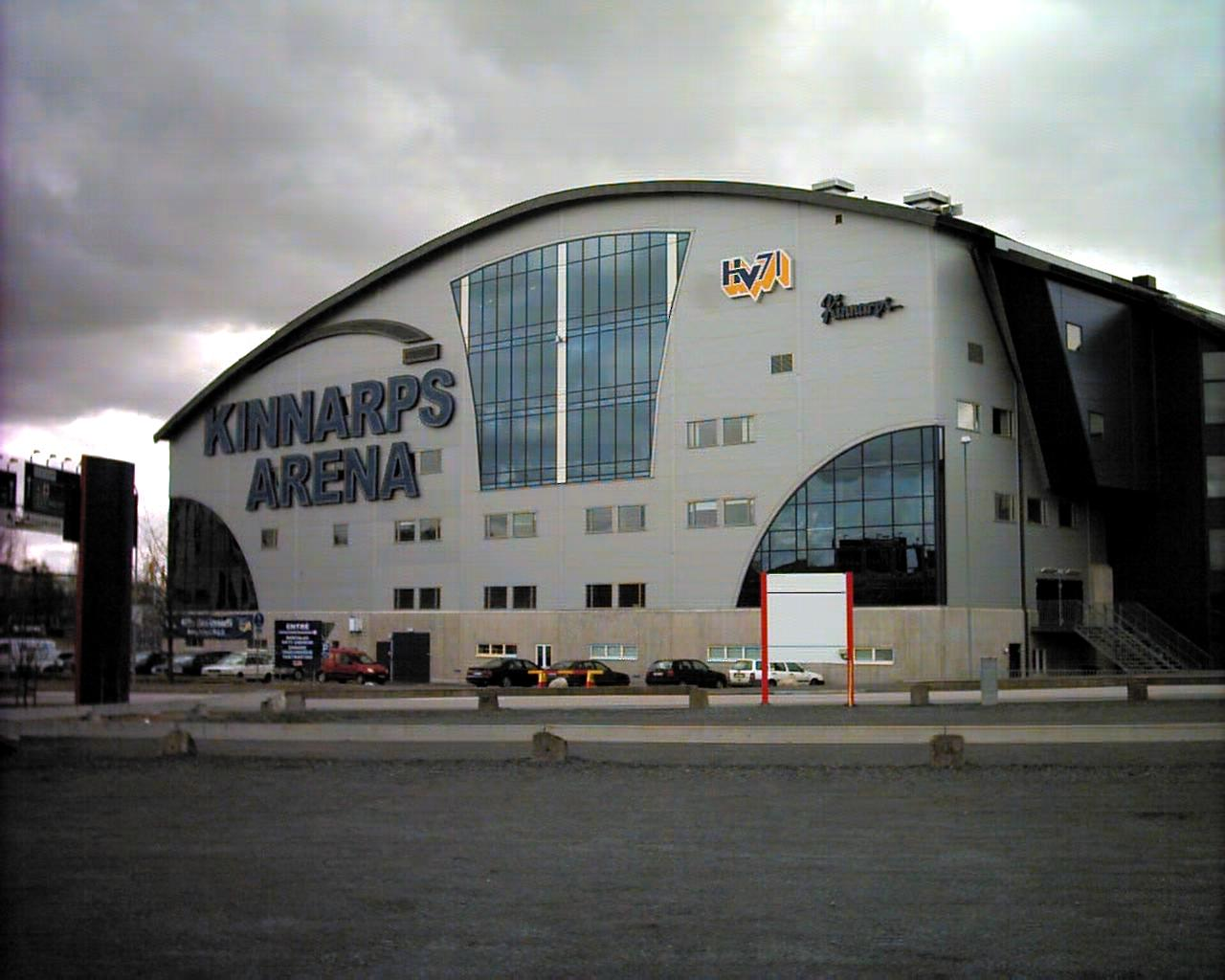
Lodowisko Kinnarps Arena

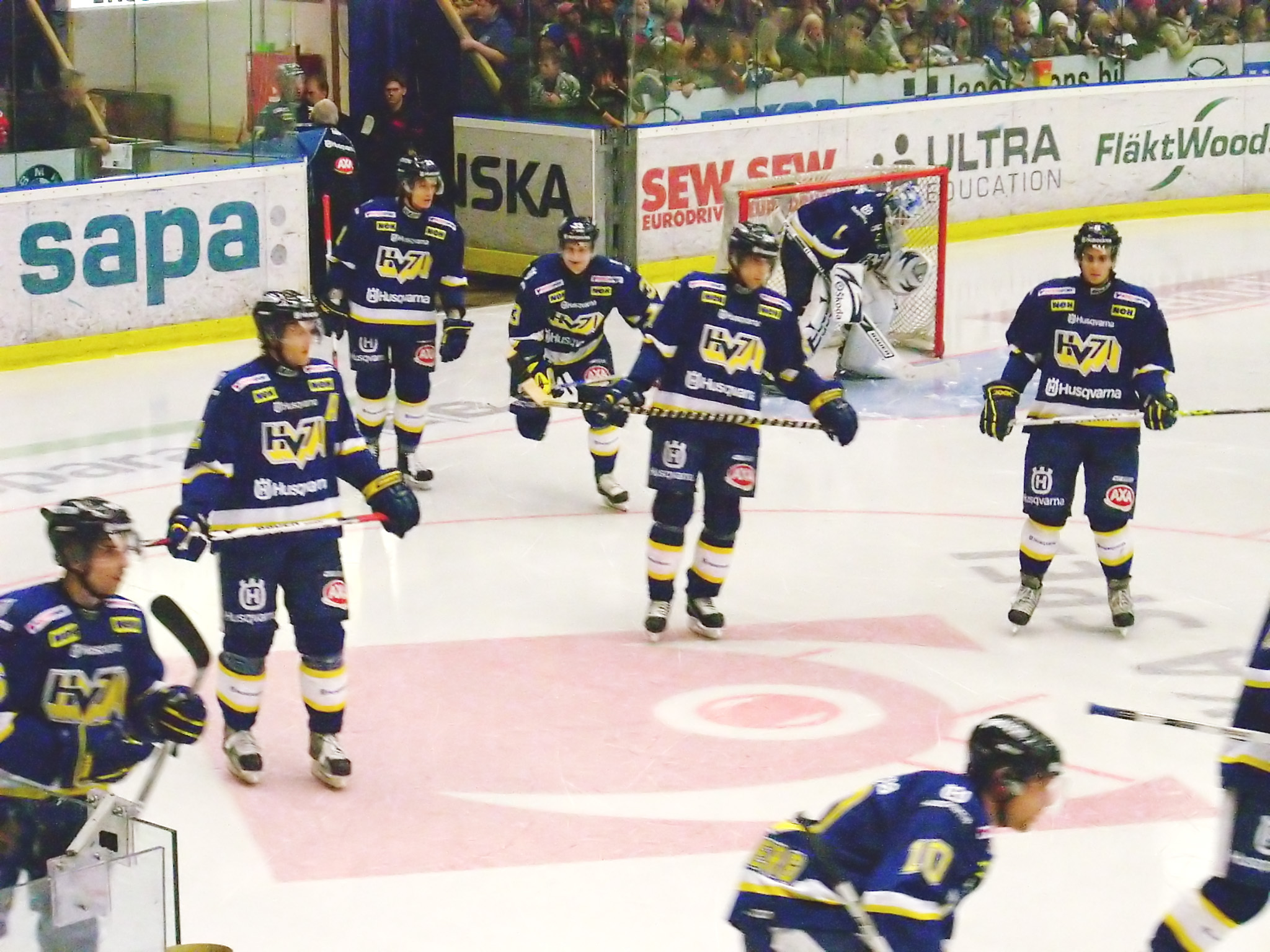
Zawodnicy HV71 (2007)

- Złoty medal mistrzostw Szwecji: 1995, 2004, 2008, 2010, 2017
- Srebrny medal mistrzostw Szwecji: 2009

## Zawodnicy
Jednym z najwybitniejszych w początku XXI wieku był Stefan Liv – szwedzki bramkarz polskiego pochodzenia (zawodnik klubu od 1995 jako junior, od 2000 jako senior z jednoroczną przerwą do 2010). Zginął 7 września 2011 w katastrofie samolotu pasażerskiego Jak-42D w pobliżu Jarosławia. Wraz z drużyną leciał do Mińska na inauguracyjny mecz ligi KHL sezonu 2011/12 z Dynama Mińsk. Po śmierci Liva klub HV71 zastrzegł na zawsze numer 1, z jakim występował na koszulce bramkarz, a jego oryginalny strój wywieszony został w hali sportowej. Ponadto w sezonie Elitserien (2011/2012) drużyna HV71 występowała w koszulkach, na których nad godłem klubu naszyta była mała „jedynka”, a pod nią daty urodzin i śmierci Liva „1980-2011”.
Zastrzeżone numery
- 1 – Stefan Liv (bramkarz) 1999–2006, 2007–2010
- 7 – Per Gustafsson (obrońca) 1988–1996, 1999–2010
- 14 – Fredrik Stillman (obrońca) 1982–1995, 1996–2001
- 15 – Stefan Örnskog (lewoskrzydłowy) 1987–1998, 1999–2001